# Alexandre Kruber
Pour les articles homonymes, voir Krubera.
Alexandre Kruber (en russe : Александр Александрович Крубер, Aleksandr Aleksandrovitch Krouber), né en 1871 et décédé en 1941, est un grand géographe soviétique, professeur et fondateur de la karstologie russe et soviétique.

## Biographie
Alexandre Kruber est né à Voskressensk, aujourd'hui Istra, près de Moscou, le 22 août (8 août du calendrier julien) 1871. Il fut diplômé de l'université de Moscou en 1897. Il obtint la chaire de géographie de l'université de Moscou en 1919 et fut directeur de l'Institut de recherche scientifique en géographie de 1923 à 1927.
À partir de 1927, il dut cesser le travail à cause de graves problèmes de santé.
Il étudia les structures karstiques de la plaine d'Europe de l'Est, de la Crimée, et du Caucase.
Il est décédé le 15 décembre 1941,.

## Renommée
Une chaîne de montagnes volcanique (monts Kruber) de l'île Iturup (Kouriles), une cavité karstique du plateau Karabi-Yayla en Crimée, et enfin un gouffre karstique du Caucase géorgien (Krubera-Voronja ) détenteur du record mondial de profondeur, portent son nom.